# Station Jatinegara
Station Jatinegara (voorheen: Station Meester Cornelis) is een spoorwegstation in het zuiden van de Indonesische hoofdstad Jakarta, in de wijk Jatinegara. 
Bijna alle langeafstandstreinen náár Jakarta (vanuit plaatsen als Bandung, Yogyakarta, Semarang en Surabaya) stoppen bij dit station als een na laatste stop, voor hun eindbestemming in Jakarta, station Gambir of station Pasar Senen. In de tegenovergestelde richting (de stad uit) stopt echter geen enkele trein bij station Jatinegara.
Naast de langeafstandstreinen stoppen in Jatinegara de forenzentreinen (KRL Commuter Line) van de blauwe lijn (tussen Jakarta Kota en Bekasi) en gele lijn (richting Depok en Bogor).
Ancol ·
Angke ·
Bojong Indah ·
Buaran ·
Cakung ·
Cawang ·
Cikini ·
Cipinang ·
Duren Kalibata ·
Duri ·
Gambir ·
Gang Sentiong ·
Gondangdia ·
Jakarta Kota ·
Jatinegara ·
Jayakarta ·
Juanda ·
Kalideres ·
Kampung Bandan ·
Karet ·
Kebayoran ·
Kemayoran ·
Klender ·
-Baru ·
Kramat ·
Lenteng Agung ·
Manggarai ·
Mangga Besar ·
Palmerah ·
Pasar Minggu ·
-Baru ·
Pasar Senen ·
Pesing ·
Rajawali ·
Rawa Buaya ·
Pondokjati ·
Sawah Besar ·
Sudirman ·
Tanahabang ·
Tanjung Barat ·
Tanjung Priok ·
Tebet ·
Universitas Pancasila